# راکت من
«راکت من» تک‌آهنگی از التون جان و برنی تاپین است که در ابتدا جان آن را اجرا کرد و در ۱۴ آوریل ۱۹۷۲ منتشر شد. این ترانه نخستین بار در آلبوم ۱۹۷۲ Honky Château جان منتشر شد و به یک تک‌ترانه داغ بدل شد که در بریتانیا تا شماره ۲ و در آمریکا تا شماره ۶ بالا رفت.
رولینگ استون در ۵۰۰ ترانه برتر تمام اعصار رولینگ استون آن را در جایگاه ۲۴۵ فهرست می‌کند.